# حاج حسن
حاج حسن (بالكردية: Hec Hesna‏) هي قرية سوريّة تتبع إداريّاً لمحافظة حلب منطقة عفرين ناحية جنديرس. بلغ تعداد سكانها 320 نسمة حسب التعداد السكاني لعام 2004، و1,379 نسمة حسب قيود السجل المدني لنهاية عام 2005.